# Lijst van Tsjechische historische motorfietsmerken
Dit is een lijst van Tsjechische historische motorfietsmerken zonder eigen artikel.

### BAF
(Ing. B. A. Frisek, Praag, 1927-1930.) Maakte motorfietsen met Bekamo-tweetaktmotoren van 173 en 248 cc, 346cc-viertakten met Kühne-blok en 498cc-viertakten met Chaise-kopklepinbouwmotoren.

### Bezdez
(Bratri. Vesely, Mech. Dílny, Belá pod Bezdezem, 1923-1926.) Tsjechisch merk dat clip-on motoren en lichte 145cc-motorfietsen met eigen zijklepmotor maakte.

### Brilant-Alcyon
(Fuchs &Co., Fahrradhaus, Zuckmantel.) Dit was een Tsjechisch merk dat alleen in het jaar 1932 motorfietsen maakte, met Alcyon-blok van 98 cc.

### Czech
Czech is een historisch merk van motorfietsen. Dit zeer onbekende maar waarschijnlijk Tsjechische merk maakte in de jaren tachtig 80cc-wegracers.

### Eisler
Eisler is een historisch motorfietsmerk geproduceerd door Tovarna na Stroje, Eisler & Spol, Boskovice, Moravia van 1920 tot 1926. Dit was een Tsjechisch merk dat voornamelijk landbouwmachines maakte, maar ook gemotoriseerde fietsen met een 148cc-tweecilindertweetaktblokje dat tegen het achterwiel werd gemonteerd.